# Cardamine bulbifera
Брадавичак или конопљика, лат.(Cardamine bulbifera), је вишегодишња зељаста биљка из фамилије купуса, лат. (Brassicaceae). Расте у Европи и на западу Азије.

## Изглед биљке
Стабљика је усправна 30-70 cm. Ризом је хоризонтално оријентисан, полегао. На њему се налазе сукулентне љуспе са гранчицама. Стабло је вертикално постављено, не носи љуспице и није разгранато за разлику од ризома. Распоред приземних листова је наизменичан. Лиска има дугачку дршку. Тамно-ружичасти пупољак - булбил, округло до овалног облика је смештену бази листова. Цветови су груписани у штитасто-гроздасту цваст, док је тип плода љуска.

## Цветање
Цвета од априла до јула.

## Станиште
Листопадне, засенчене шуме, пре свега тамне букове.

## Ареал распрострањености у Србији
Војводина, Фрушка гора и Вршачке планине и Јужна Србија, пре свега Косово. Пронађена је и на јужним падинама планине Ртањ.

## Угроженост и заштита
Не постоје подаци о угрожености ове биљне врсте и потребној заштити.

## Галерија
- Cardamine bulbifera
- цвет